# Сюрреалистическая музыка
Сюрреалисти́ческая му́зыка (англ. Surrealist music) — направление в музыке, сформировавшееся к началу 1920-х годов во Франции.
Сюрреалистическая музыка характеризуется парадоксальным сочетанием различных музыкальных форм и стилей, а также использованием неожиданных звуковых аллюзий.
Теодор Адорно определяет сюрреалистическую музыку как «совмещение исторически девальвированных музыкальных фрагментов посредством такого их монтажа, который позволяет придать им смыслы в рамках нового эстетического единства».
В качестве наиболее характерных эстетических атрибуций сюрреалистической музыки
критики чаще всего упоминают чистый психический автоматизм, неидиоматическую импровизационность и коллажность.